# Vinzenz-Verbund Hildesheim
Der Vinzenz-Verbund Hildesheim war ein Unternehmen im Bereich der Pflege und insbesondere eine Klinikgruppe. Das Unternehmen war seit dem 1. Juli 2014 tätig und gehörte der Kongregation der Barmherzigen Schwestern vom heiligen Vinzenz von Paul. Das Unternehmen ist mit April 2018 im Elisabeth Vinzenz Verbund aufgegangen.

## Einrichtungen
Zum Vinzenz-Verbund Hildesheim zählten: Krankenhäuser (insgesamt 680 Planbetten), Altenpflegeheime (insgesamt 240 Plätze), eine Kindertagesstätte sowie zwei Gesundheits- und Krankenpflegeschulen und Medizinische Versorgungszentren an sieben Standorten in Südniedersachsen und Nordhessen. Insgesamt waren rund 2000 Mitarbeiter im Verbund tätig.
Zu den Tochterunternehmen zählten:
- St. Martini gGmbH – Krankenhaus, Duderstadt, mit:
  - Krankenhaus St. Martini
- Vinzenzkrankenhaus Hannover gGmbH, Hannover, mit:
  - Vinzenzkrankenhaus Hannover
- Elisabeth-Krankenhaus gGmbH, Kassel, mit:
  - Elisabeth-Krankenhaus

## Belege
1. ↑  Göttinger Tageblatt / Eichsfelder Tageblatt: Neue Strukturen bei Vinzentinerinnen: St. Martini gehört jetzt zum Elisabeth Vinzenz Verbund. 1. Mai 2018, abgerufen am 20. März 2024.
2. ↑  Nach Fusion: Mobile Ärzte statt Verlegung am Kasseler Elisabeth-Krankenhaus. 17. Mai 2018, abgerufen am 20. März 2024.
3. ↑  Georg Thieme Verlag KG: Zusammenschluss: Vinzenz-Verbund Hildesheim und Elisabeth Vinzenz Verbund gehen zusammen. 1. Mai 2018, abgerufen am 20. März 2024 (deutsch).